# Discosomaticus
Genre
Synonymes
- Discosoma Perty, 1833 nec Leuckart, 1828
- Discosominana Strand, 1942

Discosomaticus est un genre d'opilions laniatores de la famille des Cosmetidae.

## Distribution
Les espèces de ce genre se rencontrent dans le Nord de l'Amérique du Sud.

## Liste des espèces
Selon World Catalogue of Opiliones (08/08/2021) :
- Discosomaticus cinctus (Perty, 1833)
- Discosomaticus distinctus Avram & Soares, 1983
- Discosomaticus sturmi Roewer, 1963

## Publications originales
- Roewer, 1923 : Die Weberknechte der Erde. Systematische Bearbeitung der bisher bekannten Opiliones. Gustav Fischer, Jena, p. 1-1116 (texte intégral).
- Perty, 1833 : « Arachnides Brasilienses. » Delectus animalium articulatorum, quae in itinere per Brasiliam annis MDCCCXVII-MDCCCXX jussu et auspiciis Maximiliani Josephi I Bavariae Regis augustissimi peracto, collegerunt Dr. J. B. de Spix et Dr. C. F. Ph. de Martius, Friedrich Fleischer, Monachii, p. 191-209 (texte intégral).